# Blanka Guzi
Blanka Guzi (Miskolc, 15 de mayo de 1999) es una deportista húngara que compite en pentatlón moderno.
Ganó una medalla de plata en el Campeonato Mundial de Pentatlón Moderno de 2024 y tres medallas en el Campeonato Europeo de Pentatlón Moderno entre los años 2021 y 2025.
Participó en los Juegos Olímpicos de París 2024, ocupando el cuarto lugar en la prueba individual.

## Medallero internacional
| Campeonato Mundial | Campeonato Mundial      | Campeonato Mundial | Campeonato Mundial |
| Año                | Lugar                   | Medalla            | Competición        |
| ------------------ | ----------------------- | ------------------ | ------------------ |
| 2024               | Zhengzhou (China)       | Medalla de plata   | Individual         |
| Campeonato Europeo |                         |                    |                    |
| Año                | Lugar                   | Medalla            | Competición        |
| 2021               | Nizhni Nóvgorod (Rusia) | Medalla de plata   | Individual         |
| 2024               | Budapest (Hungría)      | Medalla de bronce  | Relevo             |
| 2025               | Madrid (España)         | Medalla de oro     | Relevo mixto       |